# Stazione di Nizza Città
La stazione di Nizza Città (in francese Nice-Ville), situata lungo la linea Marsiglia-Ventimiglia, è la principale stazione passeggeri del Dipartimento delle Alpi Marittime. 

## Storia
Una prima stazione fu messa in servizio il 18 ottobre 1864, quando la Compagnie des chemins de fer de Paris à Lyon et à la Méditerranée (PLM) aprì il tratto tra Cagnes-sur-Mer e Nizza. Il binario aggirava la città per raggiungere la stazione in costruzione a nord, dove dovevano ancora essere completati i lavori di sbancamento necessari per tutte le strutture e la costruzione degli edifici. 
Nel 1867 fu inaugurato il fabbricato viaggiatori, allora situato in piena campagna. La stazione fu realizzata in stile Luigi XIII, conferendo così a Nizza, città che era stata annessa alla Francia solo sette anni prima, un aspetto più parigino e imperiale. 
Progettato originariamente dall'architetto Louis-Jules Bouchot, l'edificio è costituito da due corpi di fabbrica paralleli uniti da un'intelaiatura metallica coperta da un tetto di vetro sotto il quale scorrono tre binari ferroviari. La facciata principale, in mattoni rossi e pietra lavorata, è sormontata da un padiglione centrale ornato da un grande orologio. All'interno, la vasta sala d'ingresso è rivestita di pannelli di quercia. Il soffitto presenta una cupola riccamente decorata.
La stazione di Nizza divenne una stazione passante il 19 ottobre 1868, quando fu aperto il tratto Nizza-Monaco.
Nel 1924 fu demolito l'edificio annesso che ospitava il buffet e vari servizi. Fu costruita una seconda sala più piccola. Il pittore Eugène-Baptiste Emile Dauphin realizzò la decorazione pittorica del Buffet de la Gare.
Divenne una stazione di biforcazione alla fine di ottobre del 1928, quando la società PLM aprì all'esercizio la linea Nizza-Breglio. Durante i lavori, l'impalcato metallico del ponte di Avenue de la Gare fu allargato per assumere l'aspetto attuale.
Sul binario A (il primo) vi sono le lapidi con la bandiera francese che ricordano i drammatici episodi, rispettivamente del 31 agosto 1942 (554 ebrei deportati al campo di Drancy) per essere avviati ai lager; del periodo 1943-44 (3000 ebrei arrestati alla fine meno del 3% sopravvissuti) e infine la memorabile impresa (avvenuta nella stazione) di resistenza ai nazisti che pretendevano la resa immediata del sottotenente di fanteria Salvatore Bono con i suoi commilitoni avvenuto subito dopo l'armistizio.

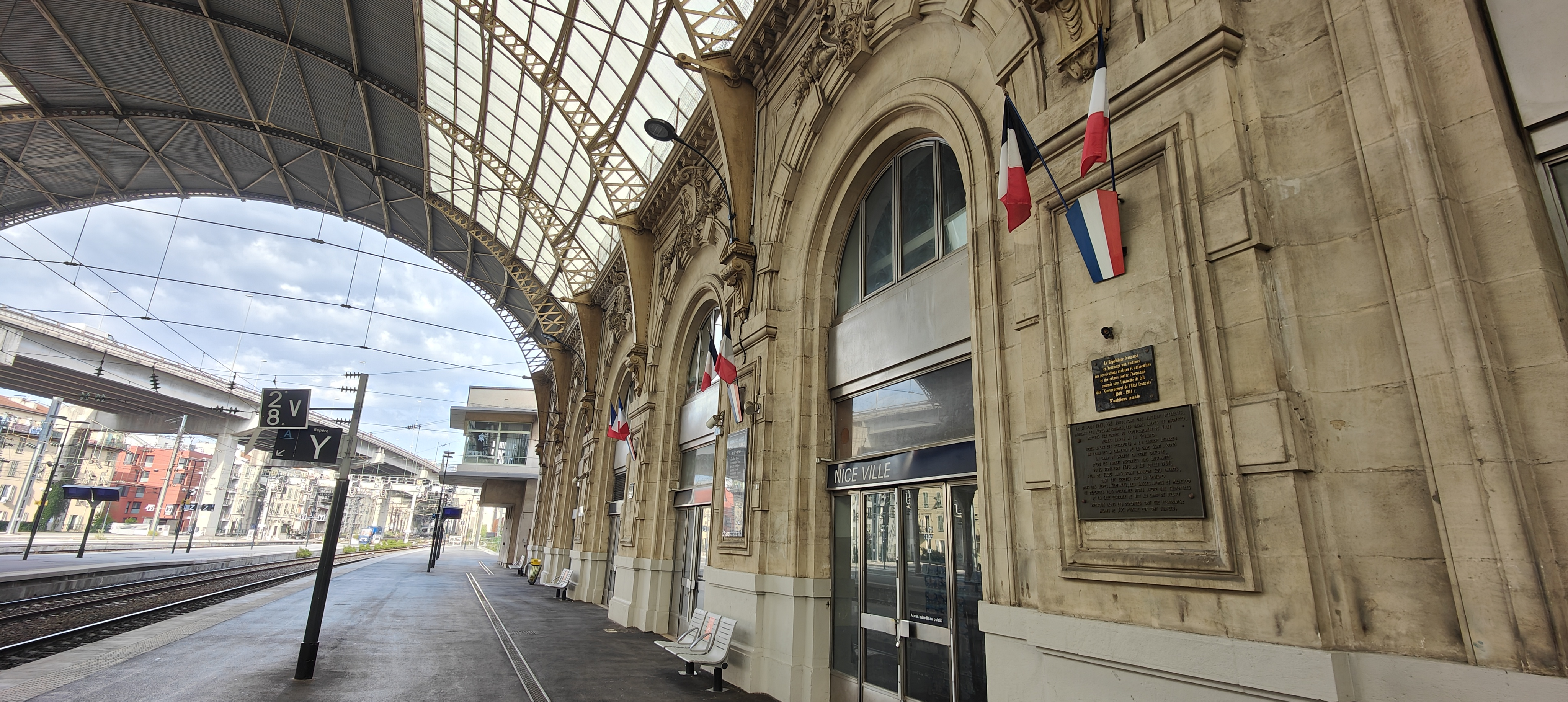
Le targhe sul binario A in direzione Italia che ricordano oltre i ferrovieri caduti, gli ebrei deportati e il sottotenente italiano Bono

La stazione dispone di sette binari (denominati in lettere da A a G) coperti da una volta in vetro e ferro. Dal settore Est i treni partono in direzione di Ventimiglia, dal settore Nord verso Breglio e Cuneo e dal settore Ovest verso Marsiglia.

## Movimenti
La stazione è servita dai treni TGV, dagli Intercités de nuit e dai regionali TER Provence-Alpes-Côte d'Azur.
Inoltre è servita dal treno a lunga percorrenza Nizza-Mosca e ritorno Riviera Express.

## Interscambi
La stazione è servita dalla rete di trasporto pubblico Ligne d'Azur della Communauté urbaine Nice Côte d'Azur e in particolare dalla linea tranviaria numero 1 (Hopital Pasteur - Henri Sappia).